# Arcanumophis problematicus
Arcanumophis problematicus — вид змій родини полозових (Colubridae). Ендемік Перу. Це єдиний представник монотипового роду Arcanumophis.

## Поширення і екологія
Arcanumophis problematicus відомі з типової місцевості, розташованої в околицях Сан-Хуана-де-Оро в горах Кордильєра-де-Карабая в штаті Пуно на південному сході Перу, на висоті 1520 м над рівнем моря. Вони живуть у вічнозелених лісах юнги.